# Demeter Márta
Demeter Márta (Budapest, 1983. március 6. –) politológus, újságíró; 2014 és 2022 közötti két parlamenti ciklusban országgyűlési képviselő, 2018 októberétől 2019 novemberéig az LMP társelnöke.

## Életpályája
A budapesti Corvin Mátyás Gimnáziumban érettségizett. A Zsigmond Király Főiskola politológiai szakán szerzett diplomát. 2007 decemberétől volt az MSZP tagja. 2010-től a Magyar Szocialista Párt (MSZP) zuglói szervezetének az elnökségi tagja volt, egészen a pártból való kilépéséig. 2010-ben és 2011-ben is indul az zuglói önkormányzati választásokon. 2012 márciusában az MSZP elnökségi tagjává választották. A 2014-es magyarországi országgyűlési választáson az MSZP–Együtt–DK–PM–MLP pártszövetség közös listáján a 23. helyet szerezte meg, és mandátumot szerzett az országgyűlésbe. 2017 januárjában kilépett az MSZP frakciójából és a pártból is. Távozását azzal indokolta, hogy a Szocialista Párt nem akarja leváltani az Orbán-kormányt, és csak a túlélésre játszanak.
Több egykori párttársa is kérte Demetert, hogy mondjon le a mandátumáról a párt javára, de ennek a kérésnek a képviselőnő nem tett eleget, és független képviselőként folytatta munkáját az országgyűlésben.
2017. szeptember 1-jén belépett a Lehet Más a Politika (LMP) parlamenti frakciójába, de a pártnak csak 2018 júliusában lett a tagja. A 2018-as magyarországi országgyűlési választáson az LMP képviselőjelöltjeként indult a Budapesti 9. sz. országgyűlési egyéni választókerületben, mandátumot listán szerzett.
2018. május 8-án az Országgyűlés Honvédelmi és rendészeti bizottságának alelnökévé választották.
A 2021-es magyarországi ellenzéki előválasztáson az LMP jelöltjeként, a Jobbik támogatásával indult Budapesti 6. sz. országgyűlési egyéni választókerületében. 2021 augusztusában bejelentette, hogy 2022-től, amennyiben ismét országgyűlési képviselővé választják, a Jobbik színeiben politizál tovább. A hatpárti ellenzék listájának 255. helyén indult, de a 2022-es választáson nem kapott mandátumot.
A politikából kikerülve civil életet élt, és több évig nem vállalt semmilyen közszereplést; 2025 januárjában derült ki, hogy a Nyugati Fény című baloldali portál főmunkatársaként folytatja pályafutását.

## Mentelmi ügye
Demeter országgyűlési képviselői mentelmi jogát az Országgyűlés – a legfőbb ügyész KSB.5259/2018/7-I. számú átiratával érintett ügyben –  felfüggesztette, miután egy kérdésben (tévesen) azt sugallta, hogy Orbán Viktor lánya utazott haza honvédségi géppel Ciprusról, ami a valóságtartalmától függetlenül érzékeny katonai adatnak minősül.
A Fővárosi Törvényszék 2023. február 15-én lényegében helyben hagyta a Pesti Kerületi Bíróság korábbi ítéletét, mi szerint Demeter korábban tévesen állította, hogy honvédségi géppel szállították haza Ciprusról Orbán Viktor egyik lányát, ezért hivatali visszaélésben találták bűnösnek. Egy korábbi ítélet kimondja, hogy az őt perlő fideszes politikusok állításaival szemben államtitkot nem sértett. A Pesti Kerületi Bíróság eredetileg 1,8 millió forint büntetést szabott ki a politikusra, aki fellebbezett, ezért az összeget a Fővárosi Törvényszék a felére, 900 ezer forintra csökkentette. Demeter mindvégig megalapozatlannak tartotta a vádat, szerinte figyelmen kívül hagyták, hogy országgyűlési képviselőként mind az országgyűlési törvény, mind pedig a képviselői esküje szerint az a dolga, hogy ellenőrizze a végrehajtó hatalom működését és a közpénzek megfelelő elköltését. Ahogy fogalmazott: „Nem hoztam nyilvánosságra semmilyen nem nyilvános adatot, nem hamisítottam meg semmilyen ilyen adatot, és nem éltem vissza képviselői jogosítványaimmal.” A másodfokú eljárásból kizárólag a döntés rendelkező részét hirdették ki nyilvánosan, Demeter pedig nem volt jelen az ítélethirdetéskor és nem élt az utolsó szó jogával.